# Ондоль
Ондо́ль (кор. 온돌) — традиционная система обогрева домов в Корее. Особенностью системы является то, что тепло идет с локальной зоны на полу, используемой жильцами для сна, приёма гостей, работы. Система ондоль является аналогом русской печи с лежанкой.

## Конструкция
В отличие от Римской империи, где обогрев пола (гипокауст — тип отопительной системы, предназначенной для обогрева одноэтажных зданий) со временем был утрачен, система тёплого пола на протяжении тысячелетий использовалась в Корее и носила название «ондоль». Это слово в переводе с корейского языка означает «тёплые камни». Предполагается, что данная система была изобретена во время трёх корейских государств (I в. до н. э. — VII в. н. э.). Принцип её работы заключался в следующем. В кухне или во внешней стене комнаты располагалась печь. Под полом комнаты прокладывались горизонтальные полости (туннели) для дыма и горячего воздуха, который проходил по полостям во время сжигания дров в печи. Особое устройство системы обогрева пола помогало удерживать тепло в течение долгого времени. На сегодняшний день обогрев пола с помощью системы ондоль является типичной чертой традиционного корейского жилища. Однако в современных домах система ондоль в её первоначальном виде практически не используется, её заменяет усовершенствованная система водяного отопления пола.

## См. также

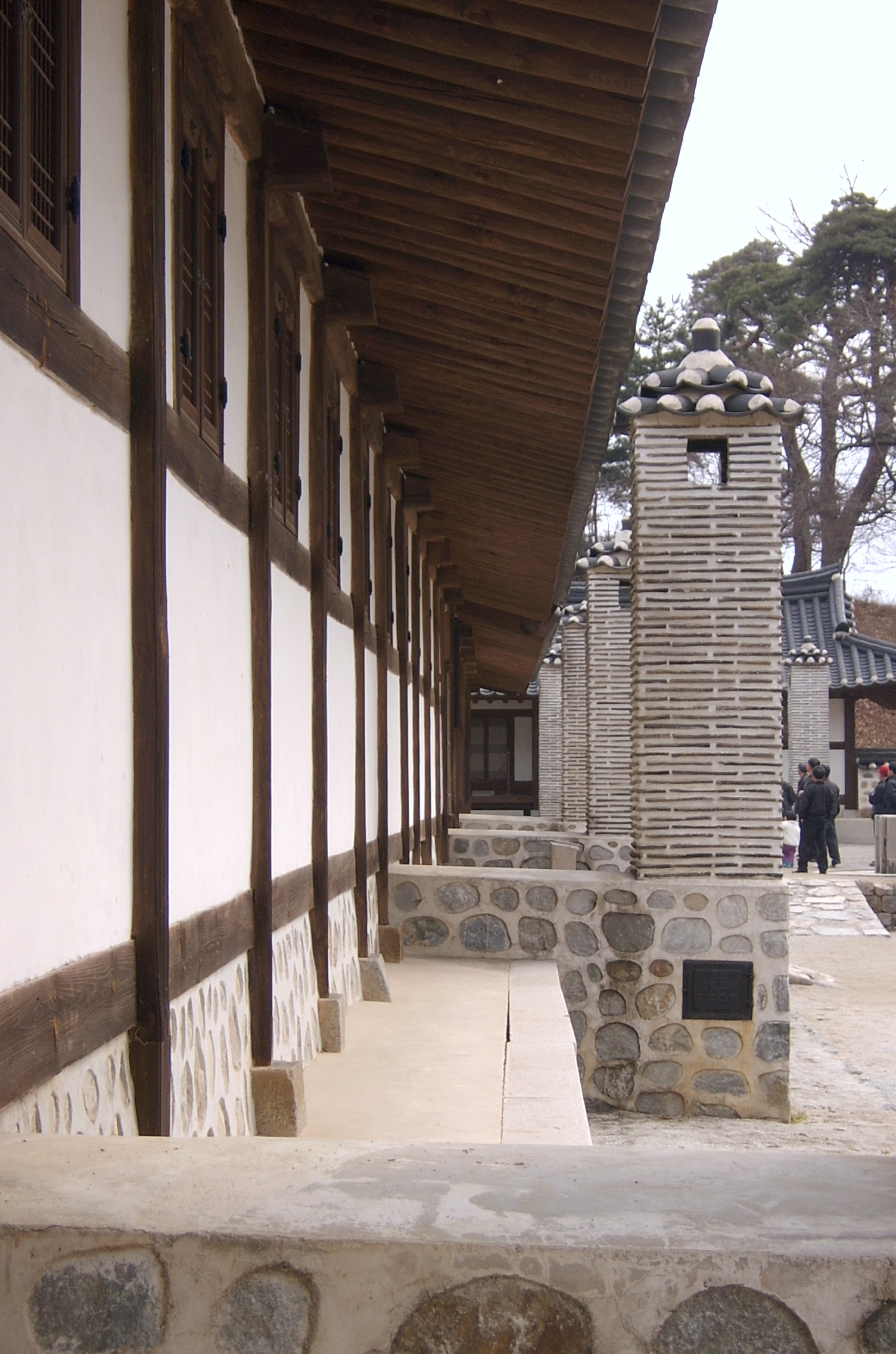
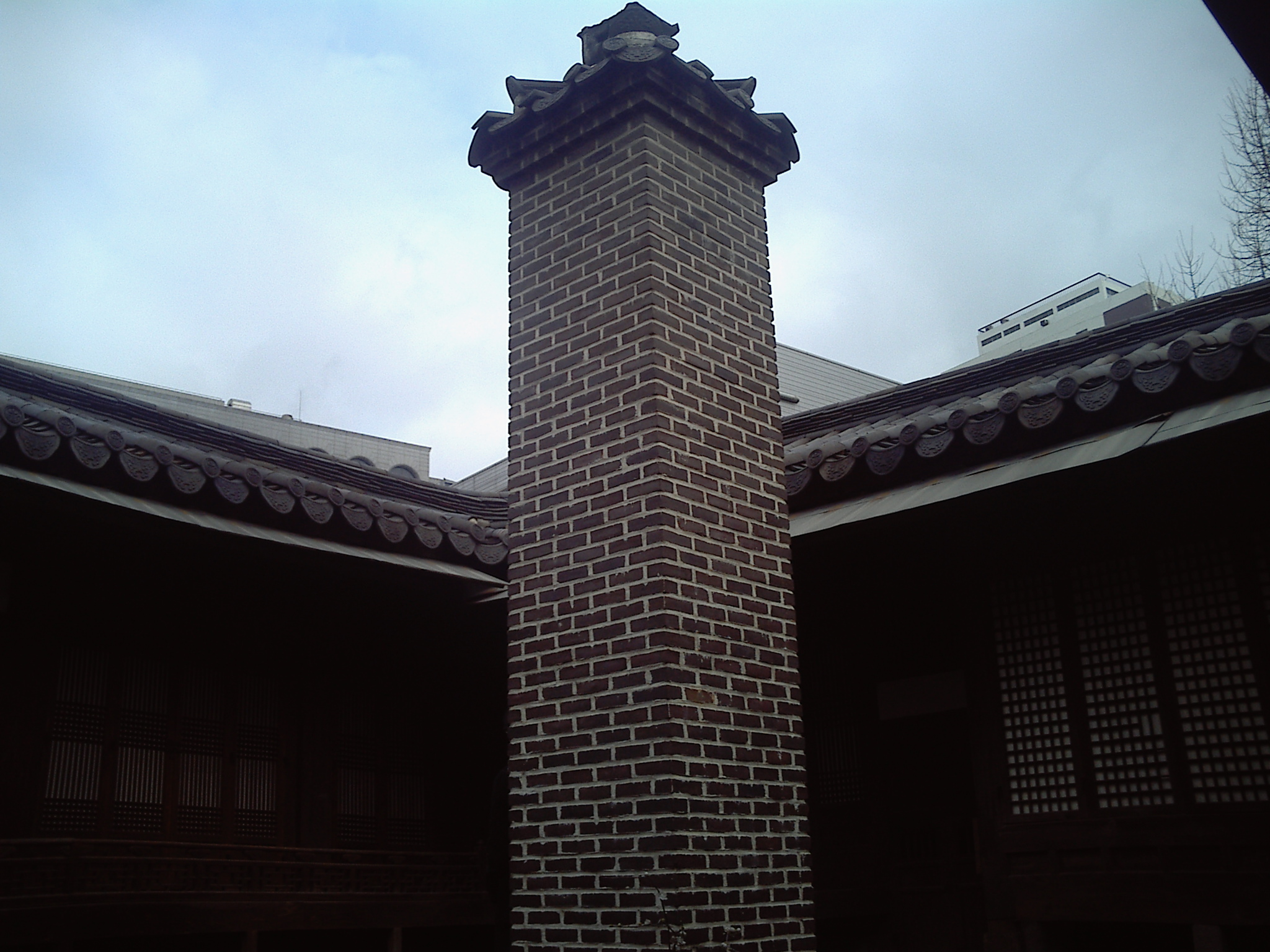
Дымоход
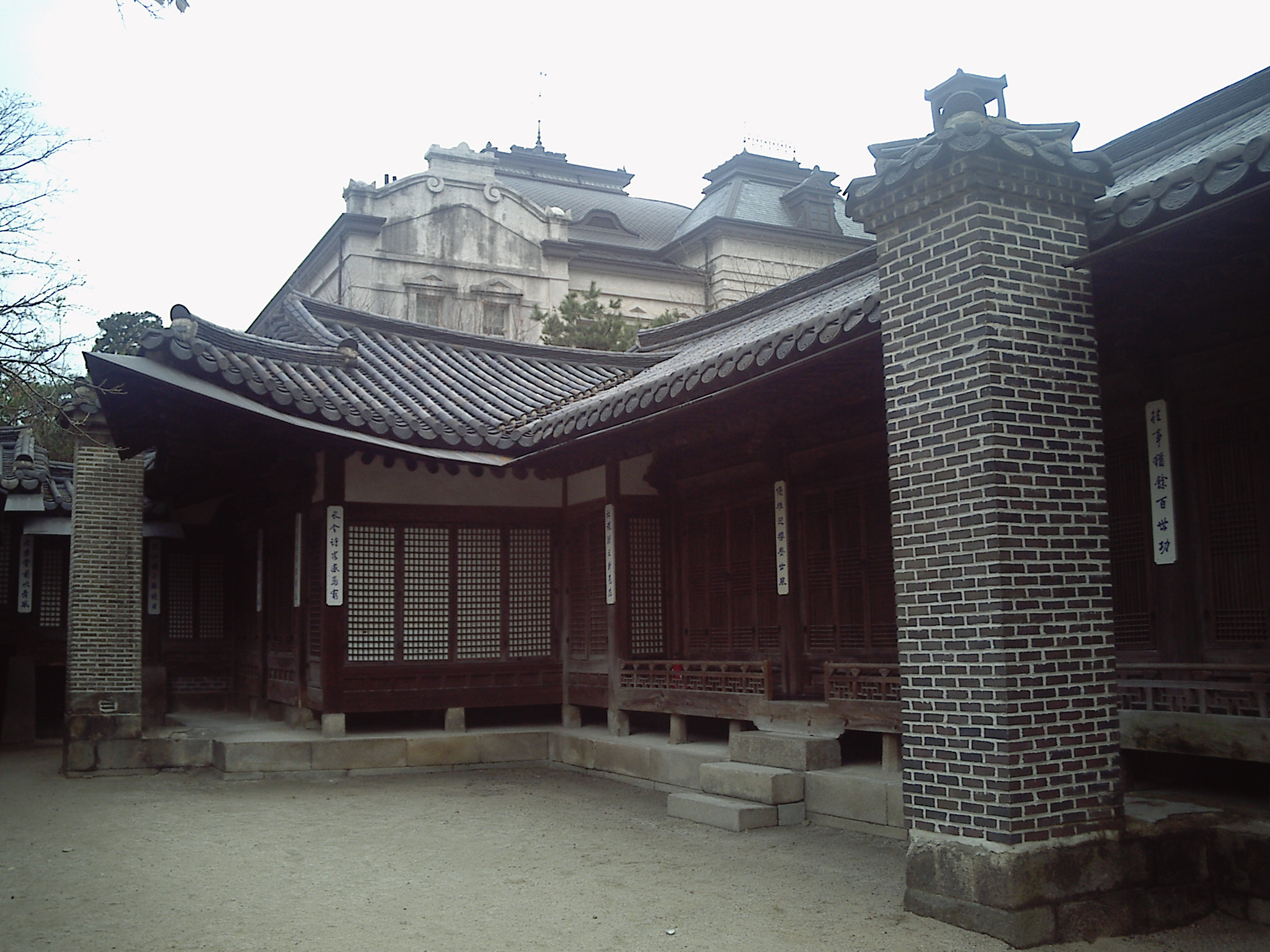
Дымоход
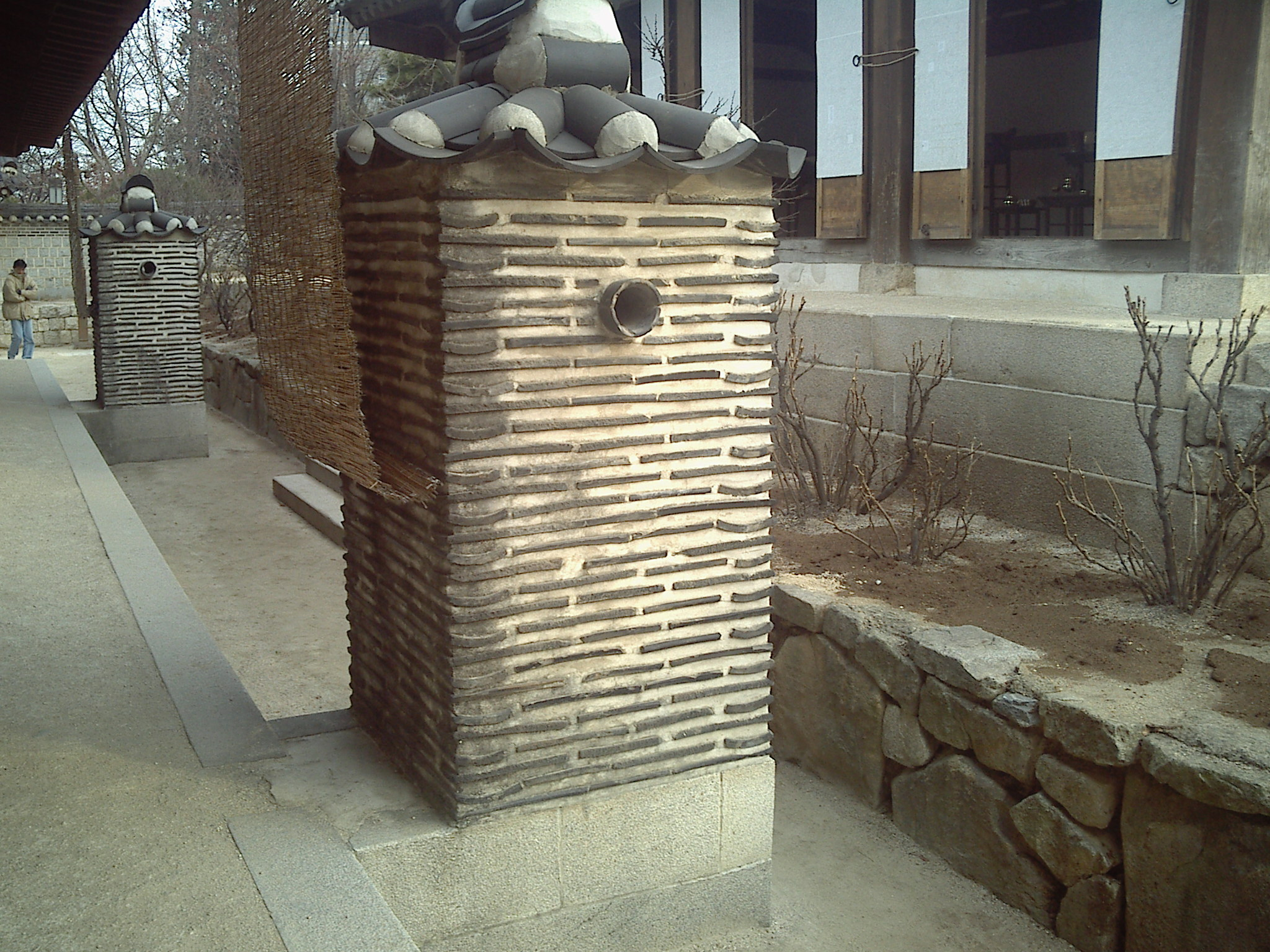
Выхлопные жерла

## Ондоль и бытовые особенности культуры корейцев
Традиционная система обогрева оказала влияние на социальные отношения и бытовые особенности культуры корейцев. Так, на полу отсутствовали ковры, также отсутствуют кровати, и поэтому люди спали на теплом полу, прикрывшись одеялами. Так же и в течение дня сидели на полу, прикрывшись при необходимости одеялами. А социальная составляющая заключается в том, что гостю или какой-либо важной особе отводилось самое теплое место на полу, это было проявление высокого уважения.